# Bahnstrecke Marbach–Bad Dürrheim
| Streckennummer (DB): | 4253                           |                                          |                                          |
| Kursbuchstrecke: | 306b (Stand: 1944) 307c (1946) |                                          |                                          |
| Streckenlänge: | 5,36 km                        |                                          |                                          |
| Spurweite: | 1435 mm (Normalspur)           |                                          |                                          |
| Maximale Neigung: | 16 ‰                           |                                          |                                          |
| Minimaler Radius: | 180 m                          |                                          |                                          |
| |                                |                                          |                                          |
| \| \| \| Schwarzwaldbahn von Offenburg \| \| \| \| 0,00 \| Marbach (Baden) \| Marbach (Baden) \| \| \| \| Schwarzwaldbahn nach Singen (Hohentwiel) \| \| \| \| 5,36 \| Bad Dürrheim \| Bad Dürrheim \| |                                |                                          |                                          |
| Strecke |                                | Schwarzwaldbahn von Offenburg            | Schwarzwaldbahn von Offenburg            |
| ehemaliger Bahnhof | 0,00                           | Marbach (Baden)                          | Marbach (Baden)                          |
| Abzweig ehemals geradeaus und nach rechts |                                | Schwarzwaldbahn nach Singen (Hohentwiel) | Schwarzwaldbahn nach Singen (Hohentwiel) |
| Kopfbahnhof Streckenende (Strecke außer Betrieb) | 5,36                           | Bad Dürrheim                             | Bad Dürrheim                             |

Die Bahnstrecke Marbach–Bad Dürrheim war eine 5,36 Kilometer lange eingleisige Nebenbahn in Südbaden. Die Stichbahn nach Bad Dürrheim zweigte in Marbach von der Badischen Schwarzwaldbahn ab. Die Badischen Staatseisenbahnen eröffneten den Betrieb am 1. August 1904. Der Personenverkehr endete am 4. Oktober 1953, der Güterverkehr am 24. September 1966 und die Gesamtstilllegung folgte mit Wirkung zum 26. September 1966.

## Geschichte
Als das Großherzogtum Baden die Pläne für seine 1873 vollendete Schwarzwaldbahn vorlegte, berücksichtigte eine der möglichen Streckenvarianten auch den Salinenstandort Dürrheim. Da die Schwarzwaldbahn stattdessen entlang der Brigach über Donaueschingen zur Ausführung kam, blieb Dürrheim zunächst ohne Eisenbahnanschluss. Eine Initiative bemühte sich Ende des 19. Jahrhunderts erfolglos um Abhilfe durch eine elektrisch betriebene Schmalspurbahn von Villingen nach Bad Dürrheim. Ein badisches Gesetz vom 30. Juni 1902 schuf schließlich die Grundlage für einen von Marbach ausgehenden vollwertigen Bahnanschluss, der am 31. Juli 1904 feierlich eingeweiht wurde. Der reguläre Personenverkehr wurde einen Tag später aufgenommen, der Güterverkehr am 15. August gleichen Jahres.
Der Personenverkehr zwischen Marbach und Bad Dürrheim endete bereits am 4. Oktober 1953, der Güterverkehr am 24. September 1966. Unmittelbar nach der Gesamtstilllegung mit Wirkung zum 26. September 1966 wurde die Strecke abgebaut.

## Relikte
Der Bahnhof Marbach (Baden) wurde nach Stilllegung der Strecke nach Bad Dürrheim zum Haltepunkt herabgestuft, im Zuge der Einrichtung des Ringzugs 2003 aufgegeben und durch den weiter südlich gelegenen Haltepunkt Marbach West (Villingen-Schwenningen) ersetzt. Im alten Empfangsgebäude befindet sich heute ein Ladengeschäft, und es wird als Wohnhaus genutzt.
Im weiteren Verlauf können in freier Natur noch Relikte der Trasse ausgemacht werden. In Bad Dürrheim befindet sich auf ihr heute ein Fuß- und Radweg, von der Lage des einstigen Bahnhofs zeugt heute noch der Busbahnhof in der Bahnhofstraße.